# 6e armée (Russie)
Pour les articles homonymes, voir 6e armée.
La 6e armée, ou 6e armée combinée du Drapeau rouge (en russe 6-я общевойсковая Краснознамённая армия ; en abrégé 6 ОА), traduit aussi par « 6e armée interarmes », est depuis 2010 une grande unité de l'Armée de terre russe, affectée au district militaire ouest.

## Précédentes6earmée
Elle est l'héritière de la 6e armée soviétique qui combattit sur le front de l'Est pendant la Seconde Guerre mondiale : celle-ci fut détruite dans l'ouest de l'Ukraine en juillet-août 1941 (bataille d'Ouman), échoua à défendre Kharkov en août 1942 (seconde bataille de Kharkov), enfonça les Italiens en janvier 1943 (opération Petite Saturne), fut repoussée en mars 1943 (troisième bataille de Kharkov), participa à la reconquête de l'Ukraine en février-mars 1944 (opération Nikopol-Krivoï Rog, puis offensive d'Odessa), enfin à l'offensive Vistule-Oder en janvier 1945, fonçant de Sandomierz jusqu'en Silésie (c'est elle qui rasa Breslau).
Dissoute en 1945, la 6e armée soviétique est remise sur pied en 1960 en Carélie, avec son quartier-général à Petrozavodsk. C'était une armée composée majoritairement de divisions de second échelon, les unités n'ayant que des cadres appelés qu'en cas de mobilisation. Devenue russe en 1992, l'armée est dissoute en 1997-1998.

## Recréation en 2010
La nouvelle 6e armée combinée russe est créée en 2010 dans le district militaire ouest (épaulée par la 1re armée de chars de la Garde près de Moscou, ainsi que la 20e armée de la Garde à Voronej), tenant garnison dans la région du Nord-Ouest, autour de Saint-Pétersbourg. L'armée comprend en 2018 les unités suivantes :
- quartier-général, à Agalatovo (en) dans l'oblast de Léningrad ;

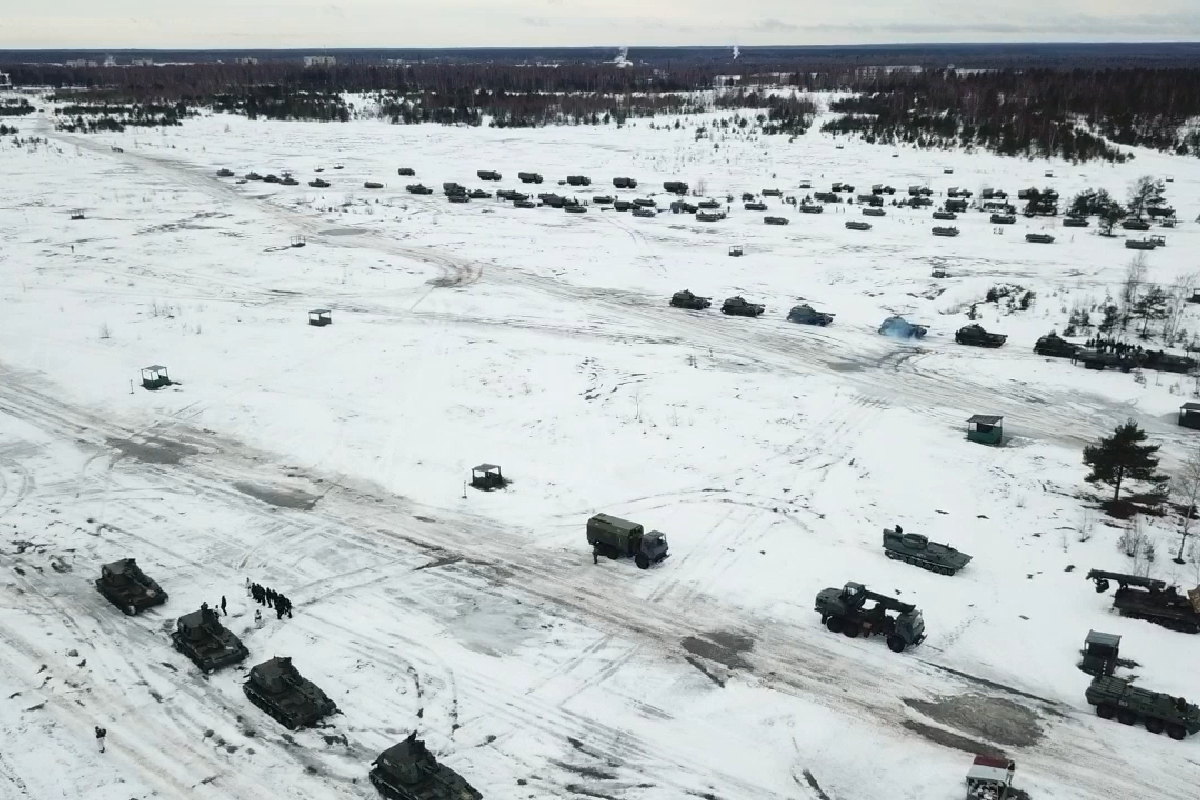
La en manœuvre à Kirillovsky en mars 2021.

- 132e brigade de transmissions Constanskaïa, à Agalatovo ;
- 95e brigade de commandement Leningradskaïa, à Gorelovo (la base aérienne à côté de l'aéroport de Poulkovo) ;
- 25e brigade de fusiliers motorisés de la Garde Sevastopolskaïa (159 MT-LB, 41 T-72B, 11 BTR-80, 4 BRDM-2, 36 2S1 Gvozdika, 18 BM-21 Grad, 12 MT-12 Rapira, 12 9P149 Chtourm-S, 12 9K331 Tor-M2U, 6 9K34/35 Strela-10, 6 2S6M Toungouska et 27 9K38 Igla)[1], à Louga ;
- 138e brigade de fusiliers motorisés de la Garde Krasnoselskaïa (159 MT-LB, 41 T-72B3, 11 BTR-80, 4 BRDM-2, 36 2S3 Akatsiya, 18 BM-21 Grad, 12 9K331 Tor-M2U, 6 9K34/35 Strela-10, 6 2S6M Tunguska et 27 9K38 Igla), à Kamenka (ru) dans le raïon de Vyborg ;
- 9e brigade d'artillerie de la Garde (8 BM-27 Ouragan, 18 2S19 Msta-S, 12 MT-12 Rapira et 18 9P149 Shturm-S), à Louga ;
- 5e brigade de missiles anti-aériens (36 9K331 Tor-M1 et 18 9K310 Buk-M1), à Lomonossov ;
- 26e brigade de missiles (12 Iskander-M/K), à Luga ;
- 132e brigade de transmissions, à Agalatovo ;
- 30e régiment du génie, à Kerro (ru) dans le raïon de Vsevolojsk en Carélie ;
- 6e régiment de défense NBC (3 TOS-1 Buratino, 18 BMO-T pour RPO-A Chmel, véhicules de reconnaissance chimique, véhicules de décontamination et générateurs de fumée), à Sapyornoye (ru) dans le raïon de Priozersk ;
- 51e brigade de soutien logistique, à Saint-Pétersbourg[2] ;
- 49e bataillon de guerre électronique, à Ostrov dans l'oblast de Pskov.

## Invasion de l'Ukraine par la Russie en 2022
Pour un article plus général, voir Invasion de l'Ukraine par la Russie depuis 2022.
En décembre 2021, des unités de la 6e armée combinée sont identifiées autour de Postoyalye Dvory, un village près de Koursk, à une centaine de kilomètres de la frontière russo-ukrainienne : un groupe tactique de bataillon (BTG) de la 138e brigade et un autre de la 25e brigade. Le commandant de l'armée est depuis février 2019 le lieutenant-général (promotion du 18 février 2021) Vladislav Nikolaïevitch Ierchov (Владислав Николаевич Ершов).
Lors de l'invasion de l'Ukraine, neuf à douze BTG de la 6e armée sont engagés face à Kharkiv et Balaklia, épaulés au sud-est par les éléments de la 20e armée de la Garde et au nord-ouest par la 1re armée de tanks de la Garde. Selon les médias ukrainiens du 22 mars, le lieutenant-général Vladislav Ierchov aurait été démis de ses fonctions de commandant de la 6e armée par le ministre russe de la Défense, ainsi qu'assigné à résidence. En avril, la 6e armée menace toujours Kharkiv, la frappant par des tirs d'artillerie, avec trois BTG des 200e (appartenant au 14e corps, mais confiée à la 6e armée), 25e et 138e brigades déployées au nord et au nord-est de l'agglomération.